# Nicolae Gărdescu
Nicolae Gărdescu (n. 11 august 1903, București — d. 25 iunie 1982, București) a fost un cunoscut actor român de film, radio, teatru, televiziune, voce și vodevil. Format la școala marelui Constantin I. Nottara, s-a remarcat în genul comic și de vodevil, pentru a crea la începutul anilor '60 rolul cu care a rămas în memoria multora: Baronul von Münchhausen din serialul TV Aventurile echipajului Val-Vîrtej.
Este tatăl actriței Irina Gărdescu.
A fost distins cu titlul de artist emerit (1962).

## Teatru radiofonic
- Albă-ca-Zăpada - pitic
- Alice în țara minunilor - regele
- Aventurile Baronului Münchhausen de Gottfried August Bürger - rolul Baronului Münchhausen
- Cei trei muschetari, de Alexandre Dumas - rolul Porthos
- O întâmplare ciudată de Carlo Goldoni
- Goana după fluturi de Bogdan Amaru
- Familia anticarului de Carlo Goldoni
- Constructorul Solnes de Henrik Ibsen
- Întâmplări cu Sfântul Sisoe de G.Topârceanu
- Apollon de Bellac de Jean Giraudoux
- Școala bărbaților de Moliere
- Dansul milioanelor de Victor Eftimiu
- Candide de Voltaire
- Cu dragostea nu-i de glumit de Alfred de Musset
- Între filologi de Dumitru D. Pătrășcanu
- Sarea în bucate de Petre Ispirescu
- Țesătorii de Gerhart Hauptmann
- Ascensiunea lui Arturo Ui poate fi oprită de Bertold Brecht
- Escu de Tudor Mușatescu
- Cuibul coțofenelor de August Von Kotzebue
- Ali baba și cei 40 de hoți de Ferraz Luis
- Bolnavul închipuit de Molière
- Vicleniile lui Scapin de Molière
- Burgezul gentilom de Molière
- Gramatica familiei de Eugen Labiche
- Tartarin din Tarascon - Tartarin

## Filmografie
- Afacerea Protar (1956)
- Celebrul 702 (1962)
- Aventurile lui Tom Sawyer (1968) - pastorul
- Moartea lui Joe Indianul (1968) - pastorul
- Căpitanul Val-Vârtej (1970)
- Haiducii lui Șaptecai (1971)
- Zestrea domniței Ralu (1971)
- Săptămîna nebunilor (1971)

## Distincții
Pentru meritele sale artistice, actorul Nicolae Gărdescu a primit următoarele distincții.
- Ordinul Muncii cl. a II-a (6 iulie 1956) „cu prilejul împlinirii a 10 ani de la înfințarea Teatrului Armatei, pentru merite deosebite în muncă”[4]
- titlul de Artist Emerit (28 martie 1962) „pentru realizări valoroase în domeniul artistic”[5][3]
- Ordinul „Meritul Cultural” clasa a II-a (6 noiembrie 1967) „pentru merite deosebite în domeniul artei dramatice”[6]